# Ammoniumamalgam
Ammoniumamalgam ist eine Ammonium-Quecksilberverbindung. Aus Ammoniak (NH3) und Säuren (HX) entstehende Ammoniumsalze (NH4X) ähneln in ihren Eigenschaften sehr den Alkalisalzen (MX), insbesondere den Kalium-Salzen. Dies ist auf die ähnlichen Ionenradien des Kalium- und des Ammonium-Ions zurückzuführen. Es wurde daher schon früh versucht, ähnlich wie bei den Alkalimetallen, ein Ammonium-Metall frei zu gewinnen; es gelang jedoch, das Amalgam des Ammoniumions mit Quecksilber herzustellen.

## Geschichte und Darstellung
Das Ammoniumamalgam wurde 1808 parallel von Davy und Berzelius entdeckt. Eine Darstellung ist durch Elektrolyse von Ammoniumchlorid an einer Quecksilber-Kathode als graue, schwammige Substanz oder durch Reaktion von Natrium- oder Kaliumamalgam mit wässrigen Ammoniumsalz-Lösungen möglich. Bei neueren Untersuchungen wurde eine Struktur der Form H3N–Hg–H postuliert, die jedoch nur in Quecksilber gelöst für kurze Zeit stabil bleibt.

## Eigenschaften
Ammoniumamalgam ist ein silberglänzender, bei 20 °C butterweicher Feststoff oder eine schwammartige und voluminöse Masse, die sich ab −30 °C zersetzt. Bei Raumtemperatur oder beim Kontakt mit Wasser oder Alkoholen zerfällt sie teilweise schlagartig in Quecksilber, Ammoniak und Wasserstoff:
{\displaystyle \mathrm {2\ H_{3}N{-}Hg{-}H\ {\xrightarrow {\Delta T}}\ 2\ NH_{3}+H_{2}+2\ Hg} }